# Vladimir Brodnjak
Vladimir Brodnjak (Zagreb, 16. prosinca 1922. – Zagreb, 8. ožujka 1992.), bio je hrvatski jezikoslovac, novinar, leksikograf i prevoditelj.

## Životopis
Vladimir Brodnjak rodio se je u Zagrebu 1922. godine u obrtničkoj obitelji u tzv. "donjoj" Ilici. Osnovnoškolsko obrazovanje stekao je u rodnome gradu. Drugu klasičnu gimnaziju polazio je i završio u Zagrebu i 1941. godine upisao se je na Filozofski fakultet u Zagrebu gdje je studirao slavistiku-hrvatski jezik i hrvatsku književnost. Posljednje dvije godine Drugoga svjetskog rata prekinuo je studij i služio u domobranskim jedinicama, a jedno vrijeme bio je vojni bjegunac i ilegalac. Nakon završetka Drugoga svjetskog rata nastavio je studij a potom je išao na "dosluženje" vojnoga roka u Sarajevo. Godine 1950. Vladimir Brodnjak zaposlio se je kao novinar i lektor u Vjesnikovoj kući. Dvije godine nakon toga, 1952. godine, zaposlio se je u nakladničkome poduzeću "Kultura" (poslije preimenovano u "Naprijed") gdje je radio sljedećih 35 godina, sve do umirovljenja, kao lektor, urednik biblioteke Svjetski klasici, redaktor, te kao književni prevoditelj prevodeći djela s francuskoga i njemačkoga jezika. Radeći u "Naprijedu" bavio se i razlikama između hrvatskoga jezika i srpskoga jezika te je destljećima skupljao građu, evidentirao razlike, tumačio ih, ispisivao rukom na kartice i slagao ih za svoje životno djelo, najopsežniji hrvatski razlikovni rječnik, kapitalni Razlikovni rječnik srpskog i hrvatskog jezika, u 632 stranice. ↓1 Taj rječnik koji je objavljen 1991. godine sadržava 40.000 različitih riječi i izvedenica između ta dva jezika.
Umro je u Zagrebu 8. ožujka 1992. godine, nakon duge i teške bolesti.

## Djela
- Velika Epohina enciklopedija aforizama, (redakcija Vladimir Brodnjak et al.), Epoha, Zagreb 1968. (2. izd. Prosvjeta, Zagreb, 1977., 3. izd. Prosvjeta [etc.], Zagreb, 1978., 4. izd. Prosvjeta [etc.], Zagreb, 1984.)
- Razlikovni rječnik srpskog i hrvatskog jezika, Školske novine, Zagreb, 1991. (2. nepromijenjeno izd. 1992., 3. nepromijenjeno izd. 1993., 4. nepromijenjeno izd. 1998.)
- Rječnik razlika između hrvatskoga i srpskoga jezika, Školske novine-Hrvatska sveučilišna naklada, Zagreb, 1992. (džepno izd., pripremio Ivo Klarić)

### Posmrtno
- Druga strana medalje: zapisi iz dnevnika na rubu rata, (roman), ↓2 ur. Ivan Rodić, Školske novine, Zagreb, 1996.

## Prijevodi
Nepotpun popis:
- Romain Gary, Odjeća bez ljudi, Zora, Zagreb, 1956.
- Jacques Lanzmann, Američki štakor, Zora, Zagreb, 1962.
- Ferdinand Lallemand, Pitejev brodski dnevnik, Epoha, Zagreb, 1963. (supr. Dušanka Radimir)
- Alexandre Dumas, Grof Monte Kristo, Nakladni zavod Matice hrvatske, Zagreb, 1964.
- Charles Morazé i suradnici, Devetnaesto stoljeće: 1775-1905. Dio 3, Kulturni uspon u Evropi, Naprijed, Zagreb, 1976.
- Charles Morazé i suradnici, Devetnaesto stoljeće: 1775-1905. Dio 3, Svjetovi na prekretnici, Naprijed, Zagreb, 1976. (V. Brodnjak i suradnici)
- Alexandre Dumas, Grof Monte Christo, Globus media, Zagreb, 2004.